# Racotis hollowayi
Racotis hollowayi is een vlinder uit de familie van de spanners (Geometridae). De wetenschappelijke naam van de soort is voor het eerst geldig gepubliceerd in 2004 door Rikio Sato als een nomen novum voor Racotis boarmiaria Holloway, 1994, een junior homoniem van Racotis boarmiaria Guenée, 1858.

## Type
- holotype: "male, 4.-5.VI.1994. leg. H. Inoue"
- instituut: NIAES, Tsukuba, Ibaraki, Japan
- typelocatie: "Indonesia, Sumatra, Sumatera Utara, Sitahoan, 1200 m"